# بولاناش
بولاناش (بالروسية: Буланаш) هي مدينة في مقاطعة سفيردلوفسك أوبلاست في روسيا.